# Komos (Mythologie)
Komos (altgriechisch Κῶμος Kṓmos, dorisch Κᾶμος Kámos, latinisiert Comus) ist in der griechischen Mythologie die Personifikation des dionysischen Festzugs Komos.
Von Komos sind keine Mythen überliefert, es sind jedoch eine Reihe von Darstellungen, insbesondere der Vasenmalerei, erhalten. Er wird als geflügeltes Kind oder als junger Satyr in Dionysos’ Gefolge oder als dessen Mundschenk dargestellt. Flavius Philostratos beschreibt in seinen Imagines ein Bild, das Komos nach einem Festmahl betrunken im Stehen schlafend darstellt. In der antiken Literatur wird er ansonsten nur bei Nonnos kurz erwähnt.
Ben Jonson führte die Figur des Komos mit seinem Maskenspiel Pleasure Reconciled to Virtue in die neuzeitliche Kunst ein, seine Darstellung blieb jedoch folgenlos. In John Miltons Maskenspiel Comus von 1634 wird Comus als Sohn des Bacchus und der Kirke dargestellt. Auf diesem Stück fußen weitere künstlerische Bearbeitungen, wie Thomas Arnes Oper Comus von 1738 oder Gemälde von Edwin Landseer und Charles Robert Leslie.
In H. H. Munros Novelle The Unbearable Bassington (1912) zeichnet sich die Hauptfigur Comus durch einen unreflektierten und selbstzerstörischen Hedonismus aus und entspricht so einem minderen dionysischen Charakter.